# Vụ đánh bom Ahvaz
Đánh bom Ahvaz nhằm nói đến một loạt các vụ đánh bom diễn ra chủ yếu ở Ahvaz, Iran trong năm 2005 -2006. Các vụ việc trên được cho là thực hiện bởi tổ chức ly khai người Ả Rập Ahvaz. Những vụ đánh bom có thể có liên quan tới sự bạo lực bất ổn định ở Ahvaz ngày 15.4. Khoảng 28 người đã thiệt mạng và 225 người bị thương trong vụ đánh bom Ahvaz.

## Bối cảnh
Tỉnh Khuzestan đã được Iran kiểm soát kể từ năm 1925, khi Tiểu vương quốc của Muhammerah được sáp nhập vào Iran, và cuộc nổi dậy của Sheikh Khazal bị dập tắt. Khu vực tiếp tục nằm trong sự bất ổn và bạo lực kể từ khi khi, trong đó tình trạng căng thẳng hơn sau cuộc Cách mạng Iran năm 1979.
Năm 2005, một tình trạng bất ổn ở quy mô lớn đã nổ ra ở Ahvaz và xung quanh thành phố này Tình trạng bất ổn nổ ra vào ngày 15 tháng 4 năm 2005, và kéo dài trong 4 ngày. Ban đầu, Bộ Nội vụ Iran tuyên bố rằng chỉ có một người đã bị chết, tuy nhiên một quan chức tại một bệnh viện ở Ahvaz nói rằng có từ 15 đến 20 thương vong.

## Ngày 12 tháng 6 năm 2005
Những quả bom trong được đặt trong thành phố Ahvaz phát nổ trong khoảng thời gian hai giờ, bốn quả bom đã phát nổ, giết chết ít nhất 11 người và làm bị thương hơn 87 người khác, ngay trước khi cuộc bầu cử tổng thống diễn ra. Một trong những quả bom đã phát nổ bên ngoài trụ sở chính của thống đốc. Hai quả bon phát nổ gần các văn phòng chính phủ và một trong 4 quả đã phát nổ gần nhà của một giám đốc điều hành truyền hình nhà nước địa phương. Hai giờ sau, một quả bom phát nổ ở thủ đô Tehran, làm chết hai người. Ba quả bom khác đã được phát hiện và tháo dở.
"Những kẻ khủng bố đã được đào tạo dưới sự bảo trợ của Mỹ ở Iraq," <The Iranian top national security official Ali Agha Mohammadi said.>

## Ngày 15 Tháng 10 năm 2005
Hai vụ nổ bom tại một trung tâm mua sắm, làm chết ít nhất sáu người và làm bị thương trên 100. Những quả bon được đặt trong thùng rác. Vụ nổ xảy ra trước khi trời tối, mọi người đi mua sắm đong đúc cho bữa tối hôm đó, nó đã phá vở tháng thánh lễ Ramadan của người Hồi giáo.

## Ngày 25 tháng 1 năm 2006
Ít nhất 9 người thiệt mạng và 48 người bị thương trong hai vụ nổ bom. Một quả bom đã phát nổ trong khu vực Kianpars, bên trong Ngân hàng Saman, và đã giết chết ít nhất 9 người và làm bị thương 45 người khác, vụ nổ thứ hai diễn ra ở Golestan Road bên cạnh Cục Tài nguyên và môi trường, gây thương tích nhưng không có tử vong. Tổng thống Iran Mahmoud Ahmadinejad đã dự kiến đưa ra một bài phát biểu tại một trung tâm tôn giáo ở gần đó, nhưng chuyến thăm đã bị hủy bỏ do thời tiết xấu. Người đứng đầu phương tiện truyền thông của Tổng thống Ahmadinejad cho biết ông không tin những quả bom có liên quan đến chuyến thăm dự kiến, bởi vì đã từng có một loạt các vụ nổ tương tự như năm ngoái. 
"Anh hùng của chúng tôi... trong cánh quân của Phong trào đấu tranh Ả Rập Giải phóng Ahvaz, tấn công và phá hủy hang ổ của kẻ thù chiếm đóng" một tuyên bố được đăng trên một trang web tổ chức ly khai Ả Rập.

## Ngày 27 tháng 2 năm 2006
Hai quả bom phát nổ tại các thành phố của Iran là Dezful và Abadan. Trong cả hai thành phố, các thiết bị nổ đã được đặt trong các văn phòng của thống đốc. 3 người đã bị thương.

## Ngày 02 tháng 3 năm 2006
Một quả bom nổ vài giờ sau khi hai người đàn ông đã bị treo cổ vì những cáo buộc đánh bom trước đó. Sức công phá bom nổ đã đập vỡ cửa sổ của một tòa nhà ở khu vực KianPars vào tối thứ năm, nhưng không có thương vong nào được báo cáo.

## Hậu quả
Ít nhất 19 người đã bị kết tôi tử hình, sau các cuộc đánh bom và bất ổn tại Ahvaz năm 2005. Trong tháng 4 năm 2011, một làn sóng các cuộc biểu tình nổ ra trên địa bàn tỉnh Khuzestan, dẫn đến hàng chục người bị chết và nhiều người bị thương và bị bắt.

## Liên kết
- Asia Times: British Arabism and the bombings in Iran Lưu trữ ngày 13 tháng 11 năm 2013 tại Wayback Machine
- Khuzestan: The First Front in the War on Iran? Lưu trữ ngày 7 tháng 8 năm 2007 tại Wayback Machine by Zoltan Grossman